# Touché, Pussy Cat!
«Touché, Pussy Cat!» (рус. Туше, месье Кот!; Дотронься только, кисуля!; Защищайтесь, месье Кот!; Туше, Кисуля!; Получи усатый!; Туше Котище!; Вот так тебе, усатый!) — американский мультфильм 1954 года, 89-я из 114 «классических короткометражек» о приключениях Тома и Джерри, номинант на премию «Оскар»-1955 в категории «Лучший анимационный короткометражный фильм». Мышонка Таффи озвучила восьмилетняя Франсуа Брун-Коттан (на французском языке). Мультфильм был снят как в обычном формате, так и в CinemaScope.

## Сюжет
XVII век, Франция. Юный мушкетёр Таффи прибывает в Париж к капитану королевских мушкетёров Джерри с рекомендательным письмом от отца, старого друга Джерри, в котором тот просит обучить своего отпрыска премудростям мушкетёрской науки. Джерри выполняет просьбу без особой охоты: Таффи разносит ему весь дом в процессе тренировок, позорит перед дамами на улице.
Прогуливаясь по городу, мышата встречают Тома, гвардейца кардинала. Джерри хочет избежать столкновения, но Таффи открыто нарывается на конфликт, Джерри едва его спасает. В тот же вечер Джерри отсылает Таффи домой с письмом, в котором сообщает его отцу, что его сын никогда не сможет стать мушкетёром. Однако едва опечаленный Таффи делает первые шаги в сторону дома, Том нападает на Джерри. Мышата объединяются, чтобы сразиться с котом. После победы Джерри торжественно принимает Таффи в мушкетёры.

## Факты
- Когда Таффи рисует кота, он напевает колыбельную Братец Якоб.